# Hermógenes Irisarri
Hermógenes Irisarri Trucíos (Santiago, 19 de abril de 1819-22 de julio de 1886) fue un poeta, periodista, diplomático y político chileno.
Fue hijo de Antonio José de Irisarri y Mercedes Trucíos, y tío del pintor paisajista Antonio Smith Irisarri.

## Carrera literaria
Comenzó su carrera como escritor público en El Seminario de Santiago en 1840, y contribuyó en prosa y versos para varios artículos y revistas literarias de su país. Fue el director de la obra biográfica Galería de hombres célebres de Chile.
Sus poemas incluyen Al sol de septiembre, A San Martín y La mujer adúltera.

## Carrera política
En 1857 fue elegido como diputado para el Congreso Nacional. En 1860 fue honrado por las cinco repúblicas centroamericanas por su representación en Chile, y en 1863 entró en sus capacidades al Perú, donde durante algún tiempo fue editor del periódico político El Heraldo de Lima.
En 1886 retornó a Chile, y el mismo año fue elegido diputado y vicepresidente del Congreso. El presidente José Joaquín Pérez lo invitó muchas veces a formar parte de su gabinete, pero Hermógenes rechazó siempre la propuesta. Posteriormente fue elegido para el senado en 1873, pero no participó esta vez activamente en la política.
Bajo el gobierno del presidente Federico Errázuriz Zañartu, fue canciller del Estado, pero en 1877 renunció para vivir retirado en Quilpué.